# Fructokinase
La fructokinase est une enzyme de l'intestin, du foie et/ou du cortex rénal. Tout comme les autres kinases, cette enzyme est impliquée dans les réactions de la phosphorylation : elle phosphoryle en effet le fructose en fructose-1-phosphate. C'est une enzyme transférase, qui assure le transfert de groupements fonctionnels ; c'est aussi une phosphotransférase.

## Réaction de phosphorylation du fructose

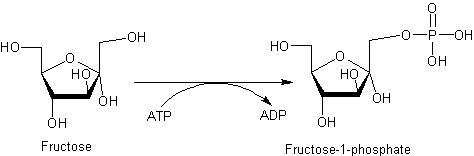
Action de la fructokinase sur le fructose.

Le fructose peut être phosphorylé par l'hexokinase, mais cette dernière est prise par le glucose (saturation), donc il est mené[Quoi ?] par la fructokinase hépatique qui le phosphoryle sur le carbone 1, contrairement à l'hexokinase qui le phosphoryle sur le carbone 6.
Le fructose-1-phosphate est utilisé ensuite dans la voie glycolytique. 